# 普拉班扎
安浦·普拉班扎（生卒年不詳），14世紀印度尼西亚宫廷诗人與历史学家。生于佛教学者家庭。以著有长诗《爪哇史頌》（1365）闻名。细致地描写国王哈扬·武鲁克在位初年爪哇滿者伯夷王国的生活。